# Utzenaich
Utzenaich är en ort och kommun i Österrike. Den ligger i distriktet Ried im Innkreis i förbundslandet Oberösterreich, 220 kilometer väster om huvudstaden Wien. 
Kommunen består av 25 orter (Ortschaften) (inom parentes invånarantal 1 januari 2024):

- Aigen (15)
- Albertsedt (20)
- Antiesen (123)
- Dann (14)
- Dietarding (8)
- Dobl (16)
- Dulmading (43)
- Etting (4)
- Flöcklern (6)
- Gaisbach (11)
- Gunderpolling (257)
- Himmelreich (12)
- Murau (41)
- Rabenfurt (85)
- Reschenedt (8)
- Stelzham (18)
- Straß (21)
- Unterhaselberg (17)
- Utzenaich (755)
- Weilbolden (37)
- Wilhelming (51)
- Wimm (18)
- Windhag (39)
- Wohlmuthen (15)
- Wolfstraß (13)